# Max Linder (scenografo)
Max Linder, nato Georg Ferdinand Linder (Malmö, 21 luglio 1901 – 18 luglio 1948), è stato uno scenografo e attore svedese.

## Biografia
Nato il 21 luglio 1901 a Malmö, lavorò come scenografo (sia bozzettista che progettista) per il cinema. Nella sua carriera, iniziata nel 1934, curò le scenografie di 68 film. Fu, saltuariamente, anche attore e costumista.

## Filmografia

### Architetto scenografo
- Hon eller ingen, regia di Gösta Rodin (1934)
- Familjen som var en karusell, regia di Schamyl Bauman (1937)
- Vi som går scenvägen, regia di Gideon Wahlberg (1938)
- Storm över skären, regia di Ivar Johansson (1938)
- Julia jubilerar, regia di Lau Lauritzen e Alice O'Fredericks (1938)
- A rischio della vita (Med livet som insats), regia di Thor L. Brooks e Alf Sjöberg (1940)
- Franchi tiratori (Snapphanar), regia di Åke Ohberg (1941)
- Fallet Ingegerd Bremssen
- Sol över Klara
- I moschettieri del re  (En äventyrare), regia di Gunnar Olsson (1942)
- L'impossibile amore (Elvira Madigan), regia di Åke Ohberg (1943)